# Ancyluris sogamuxi
Ancyluris sogamuxi är en fjärilsart som beskrevs av Anton Heinrich Fassl 1915. Ancyluris sogamuxi ingår i släktet Ancyluris och familjen Riodinidae. Inga underarter finns listade i Catalogue of Life.